# Rivière de l'Ourse
Rivière de l'Ourse är ett vattendrag i Kanada.   Det ligger i provinsen Québec, i den sydöstra delen av landet, 500 km norr om huvudstaden Ottawa.
I omgivningarna runt Rivière de l'Ourse växer i huvudsak blandskog. Trakten runt Rivière de l'Ourse är nära nog obefolkad, med mindre än två invånare per kvadratkilometer.